# MANTIS
Nächstbereichschutzsystem MANTIS (Modularni, Automatic and Network capable Targeting and Interception System), prej tudi NBS-C-RAM (counter-rocket, artillery and mortar) je nemški artilerijski obrambni sistem. Sistem proizvaja Rheinmetall Air Defence (podružnica od Rheinmetalla). Sistem je namenjen detekciji, sledenju in uničenju sovražnikovih projektilov, preden ti dosežejo tarčo. NBS C-RAM ima šest 35mm topov, s hitrostjo streljanja 1000 nabojev/minuto. V magazinu je 152 tungstenovih nabojev.